# Hoffnung (Solingen)
Hoffnung ist eine Ortslage in der bergischen Großstadt Solingen. 

## Lage und Beschreibung
Hoffnung befindet sich im westlichsten Bereich des Stadtbezirks Solingen-Mitte nahe der Grenze zu den Stadtteilen Merscheid und Höhscheid. Der Ort liegt entlang der Landesstraße 67, der Mangenberger Straße, zwischen den Einmündungen der Straßen Hübben und Hoffnung. Diese verläuft auf einem Höhenrücken zwischen dem Viehbachtal im Norden und dem Nacker Bachtal im Süden. Die zu dem Ort gehörenden Gebäude sind in der lockeren, aber durchgängigen Bebauung der Mangenberger Straße aufgegangen und daher nicht mehr als eigenständige Ortslage wahrnehmbar.
Benachbarte Orte sind bzw. waren (von Nord nach West): Hübben, Scheuren, Waardt, Bellenhäuschen, Geilenberg, Nacken, Schaafenmühle, Montanushof, Schmalzgrube und Dahler Hammer.

## Geschichte
Der Ort entstand an der für Solingen in früheren Zeiten bedeutsamen Straßenverbindung von Mangenberg über Aufderhöhe und Rupelrath in die Handelsstadt Köln, über die ab dem Mittelalter der Hauptwarenverkehr zwischen beiden Städten abgewickelt wurde. Diese Altstraße, in ihrer Fortsetzung als Sandstraße bezeichnet, war bis in die Neuzeit der wichtigste Handelsweg unter anderem für Solinger Schneidwaren.:90f. Die Topographische Aufnahme der Rheinlande von 1824 verzeichnet den Ort noch nicht und die Preußische Uraufnahme von 1844 als Hoffnung. In der Topographischen Karte des Regierungsbezirks Düsseldorf von 1871 ist der Ort nicht verzeichnet.
Hoffnung gehörte der Bürgermeisterei Höhscheid an, die 1856 das Stadtrecht erhielt. Mit der Städtevereinigung zu Groß-Solingen im Jahre 1929 wurde Hoffnung in die neue Großstadt Solingen eingemeindet. Nach dem Zweiten Weltkrieg verdichtete sich die Bebauung entlang der Mangenberger Straße allmählich. Einzelne Stichstraßen wurden angelegt, die meist mit Einfamilienhäusern bebaut wurden. So auch die Straße Hoffnung in den 1950er Jahren, die den Namen der Ortslage erhielt. Das im Bereich Hoffnung gelegene kleine Schieferhaus an der Mangenberger Straße 268 wurde im Jahre 1984 in die Solinger Denkmalliste eingetragen. Das Gebäude ist oben abgebildet. 
Nach den heutigen Stadtbezirksgrenzen gehört Hoffnung zum Stadtbezirk Solingen-Mitte, er ist bis heute im Solinger Stadtplan verzeichnet.

## Nahverkehr
In Hoffnung befindet sich eine Bushaltestelle der Stadtwerke Solingen, die den Namen des Ortes trägt. Seit der Verlängerung des Solinger Oberleitungsbusnetzes bis Aufderhöhe im Jahre 1993 wird die Haltestelle durch die beiden Oberleitungsbuslinien 685 und 686 bedient. Darüber hinaus verkehrt ein NachtExpress über Hoffnung.
| Linie | Linienverlauf |
| ----- | --- |
| 685   | Aufderhöhe – Schmalzgrube – Hoffnung – Klingenhalle – Graf-Wilhelm-Platz |
| 686   | Aufderhöhe – Schmalzgrube – Hoffnung – Mangenberg – Graf-Wilhelm-Platz |
| NE25  | Graf-Wilhelm-Platz → Klingenhalle → Hoffnung → Schmalzgrube → Aufderhöhe → Neu-Löhdorf → Hauptbahnhof bzw. Hauptbahnhof → Börkhaus → Aufderhöhe → Schmalzgrube → Hoffnung → Mangenberg → Graf-Wilhelm-Platz |